# Claudia Grigorescu
Pour les articles homonymes, voir Grigorescu.
Claudia Laura Grogorescu est une fleurettiste roumaine née le 8 janvier 1968 à Bucarest.

## Carrière
Claudia Grigorescu remporte la médaille de bronze dans l'épreuve de fleuret par équipe des Jeux olympiques d'été de 1992 à Barcelone avec Reka Zsofia Lazăr-Szabo, Elisabeta Guzganu-Tufan, Laura Cârlescu-Badea et Roxana Dumitrescu. Elle se classe douzième en individuel.

## Palmarès
- Jeux olympiques
  -  Médaille de bronze par équipes aux Jeux olympiques d'été de 1992 à Barcelone[1]